# Cydia pomonella
Cydia pomonella là một loài bướm đêm thuộc họ Tortricidae. Chúng được biết đến là một loại sâu bệnh nông nghiệp, ấu trùng của chúng là loài sâu táo thường hay sâu non. Loài này có nguồn gốc châu Âu và được du nhập đến Bắc Mỹ, nơi chúng đã trở thành một trong những dịch hại thường xuyên của vườn táo. Chúng được tìm thấy gần như trên toàn thế giới. Chúng cũng tấn công quả lê, quả óc chó, quả cây khác.